# Ephippiochthonius bolivari
Espèce
Synonymes
- Chthonius bolivari Beier, 1930

Ephippiochthonius bolivari est une espèce de pseudoscorpions de la famille des Chthoniidae.

## Distribution
Cette espèce est endémique des Asturies en Espagne,. Elle se rencontre dans la grotte Cueva del Espinoso à Ribadedeva.

## Description
La femelle holotype mesure 1,7 mm.
La femelle décrite par Zaragoza en 2017 mesure 1,78 mm.

## Étymologie
Cette espèce est nommée en l'honneur de Cándido Luis Bolívar y Pieltáin.

## Publication originale
- Beier, 1930 : Neue Höhlen-Pseudoscorpione der Gattung Chthonius. Eos, Madrid, vol. 6, p. 323-327 (texte intégral).